# 카반 스미스
캐번 스미스(Kavan Smith, 1970년 5월 6일 ~ )는 캐나다의 배우이다.

## 출연 작품
- 베이비 부트캠프 (2014)
- 에이리언 터미네이터 (2011)
- 더 컬트 (2010)
- 레드: 웨어울프 헌터 (2010)
- 그로잉 더 빅 원 (2010)
- 이브의 크리스마스 (2004)
- A Date with Darkness: The Trial and Capture of Andrew Luster (2003)
- 스타크 레이빙 매드 (2002)
- 듀 이스트 (2002)
- 스팟 (2001)
- 미션 투 마스 (2000)
- 화성 탈출 AD 2017 (1999)
- 타이타닉 (1996)
- 다니엘 스틸 - 축복의 조건 (1995)

### 텔레비전
- 제3의 눈 (1995-2001)
- 스타게이트 SG-1 (2003)
- The 4400 (2005-07)
- 스타게이트 아틀란티스 (2005-09)
- 생츄어리 (2008)
- 호프 밸리 (2015-현재)